# Gare de Borgerhout
La gare de Borgerhout (en néerlandais station Borgerhout), est une gare ferroviaire belge (fermée et détruite) de la ligne 12 d'Anvers-Central – frontière néerlandaise (Roosendael), située au croisement Statielei/N12 sur le territoire de la ville d'Anvers, dans la Province d'Anvers.
C'est la troisième gare d'Anvers à porter ce nom après Anvers-Central et Anvers-Est

## Situation ferroviaire
Établie à environ 5 mètres d'altitude, la gare fermée de Borgerhout est situé au point kilométrique (PK) 3,4 de la ligne 12 d'Anvers-Central – frontière néerlandaise (Roosendael), entre les gares d'Anvers-Est (fermée) et d'Anvers-Schijnpoort (marchandises).

## Histoire
La halte de Borgerhout est mise en service vers 1905. Elle utilise le nom laissé libre par la gare d'Anvers-Est qui est dénommée « Bogerhout », en 1873 du fait que la gare d'Anvers-Central qui était dénommée ainsi depuis 1836 avait pris le nom de « gare de l'Est » qu'elle laissa libre lors de l'inauguration du bâtiment actuel en 1905[pas clair].
Elle ferme définitivement en 1924.